# Сапега, Ян Фердинанд
Ян Фердинанд Сапега (пол. Jan Ferdynand Sapieha, 1629 — 27 марта 1659) — военный и государственный деятель Речи Посполитой, чашник великий литовский (1659).

## Биография
Представитель коденьской ветви литовского княжеского рода Сапег герба «Лис». Второй сын каштеляна виленского Николая Сапеги (1581—1644), и Ядвиги Анны Войны, младший брат старосты жижморского Казимира Мельхиада Сапеги (1625—1654).
С осени 1642 года Ян Фердинанд Сапега учился в колледже Новодворского, затем путешествовал по всей Западной Европе.
Он начал свою военную карьеру в 1651 году, приняв участие в битвах против восставших казаков под Берестечком и Белой Церковью. В кампании 1653 года Ян Сапега участвовал в полку под командованием Яна Фердинанда Сапеги. В 1654 году после смерти своего старшего брата Казимира Мельхиада Ян Фердинанд получил казацкую хоругвь.
На рубеже 1655/1656 года он признал шведский протекторат. После возвращения на сторону польского короля Яна Казимира Вазы он принимал участие в битвах с Юрием Ракоци в Венгрии (1657), а также в осаде крепости Торунь в 1658 году, во время которой он на короткое время попал в шведский плен. В январе 1659 года Ян Фердинанд получил должность чашника великого литовского.
27 марта 1659 года Ян Фердинанд Сапега скончался, вероятно, от отравления.